# Racula (gmina)
Racula – dawna gmina wiejska istniejąca w latach 1945–1954 i 1973–1976. Siedzibą władz gminy była Racula (od 2015 w granicach Zielonej Góry).
Gmina Racula powstała po II wojnie światowej (1945) na terenie tzw. Ziem Odzyskanych (tzw. II okręg administracyjny – Dolny Śląsk). 25 września 1945 gmina – jako jednostka administracyjna powiatu zielonogórskiego – została powierzona administracji wojewody poznańskiego, po czym z dniem 28 czerwca 1946 została przyłączona do woj. poznańskiego. 6 lipca 1950 gmina wraz z całym powiatem zielonogórskim weszła w skład nowo utworzonego woj. zielonogórskiego.
Według stanu z 1 lipca 1952 gmina składała się z 8 gromad: Drzonków, Jędrzychów, Kiełpin, Nowy Kisielin, Racula, Stary Kisielin, Sucha i Zatonie. Gmina została zniesiona 29 września 1954 wraz z reformą wprowadzającą gromady w miejsce gmin.
Jednostkę reaktywowano 1 stycznia 1973 w tymże powiecie i województwie. 1 czerwca 1975 gmina weszła w skład nowo utworzonego (mniejszego) woj. zielonogórskiego. 15 stycznia 1976 gmina została zniesiona przez połączenie z dotychczasową gminą Zielona Góra w nową gminę Zielona Góra, do której włączono jednocześnie obszary sołectw Barcikowice i Jarogniewice ze zniesionej gminy Mirocin Średni.